# Marie-Antoinette Katoto
Marie-Antoinette Oda Katoto (født 1. november 1998) er en kvindelig fransk fodboldspiller, der spiller for for Paris Saint-Germain i Division 1 Féminine og Frankrigs kvindefodboldlandshold.
Hun begyndte at spille fodbold i for det lokale fodboldhold Colombes FFC i 2005. Hun sluttede sig til ungdomsafdelingen i Paris Saint-Germain Féminine i 2011. Hun fortsatte med at score 27 mål i 26 kampe for ungdomsholdene i Paris Saint-Germain og desuden Championnat de France National Féminine U/19 i 2016. Hun spillede hendes første kamp for Paris Saint-Germain Féminines førstehold d. 26. april 2015 mod tyske Wolfsburg. 
Hun fik landsholdsdebut d. 10. november 2018 mod Brasilien og var også i den franske landstræner Corinne Diacres bruttotrup ved VM i fodbold for kvinder 2019 i Frankrig.

## Meritter

### Klubhold
Paris Saint-Germain
- Coupe de France Féminine: 2017-18

### Internationalt
- U/19-EM i fodbold for kvinder: 2016

### Individuelt
- U/19-EM i fodbold for kvinder - Bedste spiller: 2016.[6]
- U/19-EM i fodbold for kvinder - Topscorer: 2016[7]
- U/19-EM i fodbold for kvinder - Turneringens hold: 2016[8]
- Trophées de la D1 Féminine - Årets Ungdomspiller: 2017–2018, 2018–2019[9][10]
- Trophées de la D1 Féminine - Årets Hold: 2017–2018, 2018–2019[9][11]
- Trophées UNFP du football - Årets Ungdomsspiller: 2017–2018, 2018–2019
- Division 1 Féminine - Topscorer: 2018–19[12]